# Groupe ouvrier (Irak)
 (mai 2018).
Si vous disposez d'ouvrages ou d'articles de référence ou si vous connaissez des sites web de qualité traitant du thème abordé ici, merci de compléter l'article en donnant les références utiles à sa vérifiabilité et en les liant à la section « Notes et références ».
Pour les articles homonymes, voir Groupe ouvrier.
Le Groupe ouvrier est une organisation marxiste-léniniste créée au sein de l'Union patriotique du Kurdistan durant les années 1970. Le Groupe ouvrier critique le nationalisme de l'UPK et souhaite transformer celle-ci en un parti marxiste-léniniste à l'échelle de l'Irak tout entier. Il se développe principalement parmi les peshmergas, c'est-à-dire les guérilleros Kurdes basés dans les montagnes. 
Le Groupe ouvrier sera victime à la fois de la répression de la police politique de Saddam Hussein et de ses propres camarades de l'Union patriotique du Kurdistan, qui va décimer ses rangs. 

## Source
- Nicolas Dessaux, Résistances irakiennes : contre l'occupation, l'islamisme et le capitalisme, L'Echappée coll. Dans la mêlée, 2006.